# Joseph Parée
Joseph Parée, né à Fontaine-l'Évêque le 11 mars 1920, décédé à Charleroi le 14 novembre 1985, est un homme politique belge et un militant wallon.
Bourgmestre de sa ville de 1953 à 1982, il y fonda la section locale du Mouvement populaire wallon en 1961 après la Grève générale de l'hiver 1960-1961 à laquelle il participa activement en tant que mandataire socialiste. C'est ainsi qu'il siégea à l'Assemblée des élus socialistes  de Wallonie, le 13 janvier 1961. Selon Pierre Tilly, son intervention y fut particulièrement violente. Parée défendit l'idée que le fédéralisme donnerait la majorité en Wallonie au Parti socialiste belge, offrant certes ainsi l'opportunité au Parti social-chrétien, de réaliser son programme en Flandre, mais aussi de réaliser l'intégralité du programme socialiste en Wallonie.

À cette époque où, comme le fait remarquer Tilly, on est encore proche de la Question royale et de la guerre, l'allocution de Parée donne la mesure du caractère houleux de cette assemblée. Parée y déclarait notamment : 
« Et même si un Président de la République était bienvenu, s'il fallait garder Baudouin comme moindre mal, nous l'accepterions encore, bien qu'il y ait de tout dans la famille royale de Belgique : des Allemands avec les Saxe-Cobourg-Gotha, des Espagnols avec Fabiola de Mora y Aragón, des Flamands avec Lilian, mais de Wallons, il n'y en a pas ! »
Pour Parée, il aurait fallu que le Mouvement populaire wallon s'adresse à tous les métiers en Wallonie et toutes les couches de la population. Il estime, écrit l'Encyclopédie du Mouvement wallon que si la Wallonie ne réagit pas, il ne restera dans ce pays que des chômeurs et des expatriés. Il était surtout attentif à la fermeture des charbonnages et au transfert en Flandre des industries wallonnes, notamment sidérurgiques, par exemple à Zelzate.
Joseph Parée est aussi l'auteur d'une histoire de Fontaine-l'Évêque, histoire extrêmement documentée, abordant tant les problèmes politiques que sociaux, économiques et urbains.